# Тшебницький повіт
Тшебницький повіт (пол. powiat trzebnicki) — один з 26 земських повітів Нижньосілезького воєводства Польщі.
Утворений 1 січня 1999 року в результаті адміністративної реформи.

## Загальні дані
Повіт знаходиться у північно-східній частині воєводства.
Адміністративний центр — місто Тшебниця.
Станом на 1.01.2008 населення становить 78 248 осіб, площа 1024,78 км².
На терени повіту були депортовані 837 українців з українських етнічних територій у 1947 році (т. з. акція «Вісла»).

## Демографія
Демографічні дані повіту станом на 30.06.2005:
|       | Всього | Всього | Жінки  | Жінки | Чоловіки | Чоловіки |
| ----- | ------ | ------ | ------ | ----- | -------- | -------- |
|       | осіб   | %      | осіб   | %     | осіб     | %        |
| Повіт | 77 166 | 100    | 39 282 | 50,9  | 37 884   | 49,1     |
| Міста | 29 450 | 100    | 15 375 | 52,2  | 14 075   | 47,8     |
| Села  | 47 716 | 100    | 23 907 | 50,1  | 23 809   | 49,9     |